# サヤーム・ルワム・ヂャイ
サヤーム・ルワム・ヂャイ (中国語名：泰國聯心善堂、タイ語:มูลนิธิสยามรวมใจ （ปู่อินทร์）、英語：Siam Ruam Jai Foundation）は、タイ王国の財団・善堂。バンコクおよび地方都市圏に展開する民間レスキュー組織をもっていることで知られる。1992年創設。

## 概要
サヤーム・ルワム・ヂャイは、レスキュー隊を所有するタイのボランティア団体である。公共の福祉のために遺体、傷病者の病院搬送、警察への協力、地域の公益事業を行っている。独自に救急車などを所有している。支部は地方都市に点在している。インドラ神の信仰団体でもあり、ロゴにインドラ神が用いられている。1992年11月5日に創設された。
バンコク都内の各私立財団レスキュー隊の縄張り意識は非常に強く、2008年9月24日、バンコク カンナーヤーオ区の病院前で、けが人を搬送してきた同財団レスキュー隊員2人が別のレスキュー隊「泰国義徳善堂」隊員に散弾銃で撃たれる縄張り争いが起きている。

## 本部所在地
バンコク バーンカピ区 フアマーク地区  ソーイ・ラームカムヘーン 60 ムーバーン・スワンソン 30/19　（30/19 หมู่บ้านสวนสน ซอยรามคำแหง 60 แขวงหัวหมาก เขตบางกะปิ กรุงเทพมหานคร 10240）

## 関連事項
- 華僑報徳善堂
- 泰国義徳善堂